# A caccia dell'orso
A caccia dell’orso (We're Going on a Bear Hunt) è un libro per bambini scritto da Michael Rosen e illustrato da Helen Oxenbury, pubblicato nel 1989.
Il libro è considerato un classico della letteratura per l'infanzia, e ha ottenuto numerosi riconoscimenti fra cui il Nestlé Smarties Book Prize nel 1989 e il Premio Andersen per il "Miglior libro mai premiato" nel 2013.

## Storia editoriale
La trama del libro è l'adattamento di una canzone tradizionale statunitense, popolare nei campi estivi; Rosen, dopo averla sentita, la inserì all'interno dei suoi spettacoli di poesia e in seguito, su suggerimento del suo editore, scrisse il libro.
Le illustrazioni furono affidate a Helen Oxenbury, che per dare un maggior realismo si basò su luoghi da lei conosciuti; ad esempio l'attraversamento del fango è modellato sulle distese fangose del Suffolk, dove la disegnatrice aveva una casa, mentre la caverna dell'orso è ispirata da una vacanza a Druidston nel Pembrokeshire. Anche i cinque protagonisti e il cane sono ispirati ai figli della disegnatrice e al suo animale domestico; i nomi dei cinque ragazzi non vengono rivelati durante il libro, ma nell'adattamento televisivo sono identificati come Stanley, Katie, Rosie e Max, il cane si chiama Rufus mentre la sorellina più piccola non ha nome.
Il libro fu pubblicato nel dicembre 1989 e da allora è stato ristampato senza mai andare fuori catalogo, rimanendo ogni anno all'interno dei 5000 libri più venduti nel Regno Unito. L'editore ha dichiarato che a tutto il 2016 il libro aveva venduto oltre 9 milioni di copie nel mondo.. La prima edizione italiana è stata pubblicata da Mondadori nel 2001, con traduzione di Chiara Carminati.

## Trama
Il libro racconta, con il ritmo di una filastrocca, la storia di cinque bambini che assieme al loro cane decidono di andare a caccia di un orso. Durante il tragitto i cinque si trovano ad affrontare diversi ostacoli fra cui un campo di erba frusciante, un fiume freddo e fondo, melma densa e limacciosa, una foresta buia e fitta e una tempesta di neve prima di arrivare alla caverna. Qui si trovano faccia a faccia con l'orso, e presi dal panico i bambini iniziano a correre a casa, riattraversando tutti gli ostacoli di corsa mentre l'orso li insegue. Infine, i bambini tornano a casa riuscendo a chiudere l'orso fuori dalla porta e nascondendosi sotto il piumone del letto. Il racconto si chiude con i bambini che promettono di non andare mai più a caccia di orsi, mentre l'orso rientra alla sua caverna attraversando la stessa spiaggia che è mostrata in una giornata di sole in copertina.
La struttura del libro è ripetitiva, e ciascun ostacolo è introdotto dagli stessi versi:
A cui dopo la descrizione dell'ostacolo seguono:
Il superamento di ciascun ostacolo è accompagnato da un'onomatopea che riproduce il suono fatto dai ragazzi mentre lo attraversano. Grazie a questi accorgimenti il testo si presta ad essere recitato dal lettore, rendendo il libro coinvolgente per i più piccoli e garantendo al libro di rimanere interessante anche dopo numerose riletture.

## Edizioni italiane
- Michael Rosen, A caccia dell'orso, traduzione di Chiara Carminati, illustrazioni di Helen Oxebury, Mondadori, 2000,  p. 36, ISBN 9788804655435.